# Konstantin Beskov
Konstantin Beskov (Russisch: Константи́н Ива́нович Бе́сков) (Moskou, 18 november 1920 - aldaar, 6 mei 2006) was een voetballer en trainer uit de Sovjet-Unie. Hij was drie keer bondscoach van het nationale elftal.

## Biografie
Beskov begon zijn carrière bij Metalloerg Moskou, maar speelde het grootste deel van zijn carrière bij Dinamo Moskou, waarmee hij in 1945 en 1949 landskampioen werd en in 1953 de beker won.
In 1952 speelde hij twee wedstrijden voor het nationale elftal op de Olympische Spelen in Helsinki. Het land ging eruit tegen Joegoslavië, waar het land al jaren een conflict mee had en wat als een ware ramp gezien werd. Voor vele spelers, waaronder ook Beskov betekende dit het einde van hun interlandcarrière.
Na zijn spelerscarrière werd hij trainer. Hij was elf jaar aan de slag bij Spartak Moskou en won er twee landstitels mee, met rivaal Dinamo won hij drie keer de beker. Hij was bondscoach voor de Sovjets op het EK 1964, waar ze tweede werden en op het WK 1982, waar ze de tweede groepsfase bereikten.
1 Dasajev ·
2 Soelakvelidze ·
3 Tsjivadze  ·
4 Chidijatoellin ·
5 Baltatsja ·
6 Demjanenko ·
7 Sjengelia ·
8 Bezsonov ·
9 Gavrilov ·
10 Hovhannesjan ·
11 Blochin ·
12 Bal ·
13 Daraselia · 
14 Borowski ·
15 Andrejev ·
16 Rodionov ·
17 Boerjak ·
18 Soesloparov ·
19 Jevtoesjenko ·
20 Romantsev ·
21 Viktor Tsjanov ·
22 Vjatsjeslav Tsjanov ·
Coach: Beskov
- Gemeinsame Normdatei: 119518686
- International Standard Name Identifier: 0000 0003 8515 5230
- Library of Congress Control Number: n94108972
- Virtual International Authority File: 37647610
- WorldCat: E39PBJmDgp7Fm7Y9JHMt4JH6Kd